# 刘熹 (东汉官员)
刘熹（?—?），字季明，青州长广（今山东省莱阳市东）人，东汉时期人物。
延光二年（123年）十月初九，光祿勳刘熹任司徒。延光四年（125年），汉安帝驾崩，皇后阎姬和阎显、江京立北乡侯刘懿为皇帝。四月初一，刘熹接替冯石任太尉，录尚书事。十月廿七，刘懿驾崩，十一月初四，孙程杀江京，立汉安帝的太子刘保为皇帝，即汉顺帝。永建元年（126年）正月廿九，刘熹和冯石以阿党附逆罪被免职。